# Hypactus
Hypactus är ett släkte av skalbaggar. Hypactus ingår i familjen vivlar.
Kladogram enligt Catalogue of Life:
| Hypactus | \| \| Hypactus depressus \| \| \| \| \| \| Hypactus insularis \| \| \| \| |
|          | \| \| Hypactus depressus \| \| \| \| \| \| Hypactus insularis \| \| \| \| |
|          | Hypactus depressus                                                        |
|          |                                                                           |
|          | Hypactus insularis                                                        |
|          |                                                                           |